# Казино Вецани II (Кјети)
Казино Вецани II (итал. Casino Vezzani II) је насеље у Италији у округу Кјети, региону Абруцо.
Према процени из 2011. у насељу је живело 21 становника. Насеље се налази на надморској висини од 186 м.